# ソン・オクスク
ソン・オクスク（宋 玉淑、1960年8月14日 - ）は、大韓民国の女優。韓国中央大学演劇映画科卒。1980年MBC公採タレント12期でデビュー。日本では『冬のソナタ』のカン・ミヒ役で有名である。

## 出演

### テレビドラマ
- 大王の道（1998年、MBC） - ハ尚宮役
- ガラスの靴 （2002年、SBS） - オ・サンデク役
- 冬のソナタ（2002年、KBS） - カン・ミヒ役
- オンリーユー（2005年、SBS） - パク・ミジョン役
- 愛は奇跡が必要（2005年、SBS） - パク・スネ役
- ファッション70s（2005年、SBS） - イ・ヤンジャ（オ・ガンナン）役
- 愛しのおバカちゃん（2006年、SBS） - チェ・ジョンミン役
- 朱蒙（2006年-2007年、MBC） - ピグムソン役
- 飛び立つ（2007年、SBS）
- 魔女ユヒ（2007年、SBS） - クム・ボクジュ役
- BAD LOVE〜愛に溺れて〜（2007年-2008年、KBS） - イ・ジンスク役
- ベートーベン・ウィルス（2008年、MBC） - チョン・ヒヨン役
- なんでウチに来たの？（2008年、SBS） - パク・スネ役
- 善徳女王（2009年、MBC） - ソリ役
- レディプレジデント〜大物（2010年、SBS） - ミン女史役
- 見れば見るほどに愛嬌満点（2010年-2011年、MBC） - ソン・オクスク役
- いばらの鳥（2011年、KBS） - キム・ケスン役
- あなたが寝ている間に（2011年、SBS） - ナ・ピルブン役
- ブレイン（2011年-2012年、KBS）-キム・スニム役
- 根の深い木（2011年、SBS） - トダム役
- いとしのソヨン（2012年-2013年、KBS） - キム・ガンスン役
- 会いたい（2012年-2013年、MBC） - キム・ミョンヒ役
- 屋根部屋のプリンス（2012年、SBS） - コン・マノク役
- おバカちゃん注意報（2013年、SBS） - パン・ジョンジャ役
- 火の女神ジョンイ（2013年、MBC） - ソン行首役
- 運命のように君を愛してる（2014年、MBC） - ミヨンの母役
- ビッグマン（2014年、KBS） - ホン・ダルスク役
- ずっと恋したい（2014年、SBS） - オ・マルスク役
- パンチ～余命6ヶ月の奇跡（2014年-2015年、SBS） - チュ・オンネ役
- 青い鳥の輪舞（ロンド）（2015年、KBS） - オ・ミンジャ役
- 女王の花（2015年、MBC） - ク・ヤンスン役
- ドキドキ再婚ロマンス～子どもが5人!?～（2016年、KBS） - パク・オクスン役
- 元カレは天才詐欺師 〜38師機動隊〜（2016年、OCN） - ノ・バンシル役
- 幸せをくれる人（2016-2017年、MBC） - ホン・セラ役
- 適齢期惑々ロマンス～お父さんが変!?（2017年、KBS） - オ・ボクニョ役
- ミッシングナイン（2017年、MBC） - チョ・ヒギョン役
- 憎くても愛してる（2017年-2018年、KBS） - キム・ヘンジャ役
- 偽りのフィアンセ（2018年-2019年、SBS） - ハン・ソンスク役
- チェックメイト!〜正義の番人〜（2019年、MBC） - チェ・ソラ役
- 君のハートを捕まえろ!〜Catch the Ghost〜（2019年、tvN） - キム・ヒョンジャ役
- 浮気したら死ぬ（2020年、KBS） - ヨム・ジノク役

### 映画
- 我が心のオルガン（1999年）
- 猟奇的な彼女（2001年）
- もっと猟奇的な彼女（2016年）